# Шекспировская библиотека Фолджера

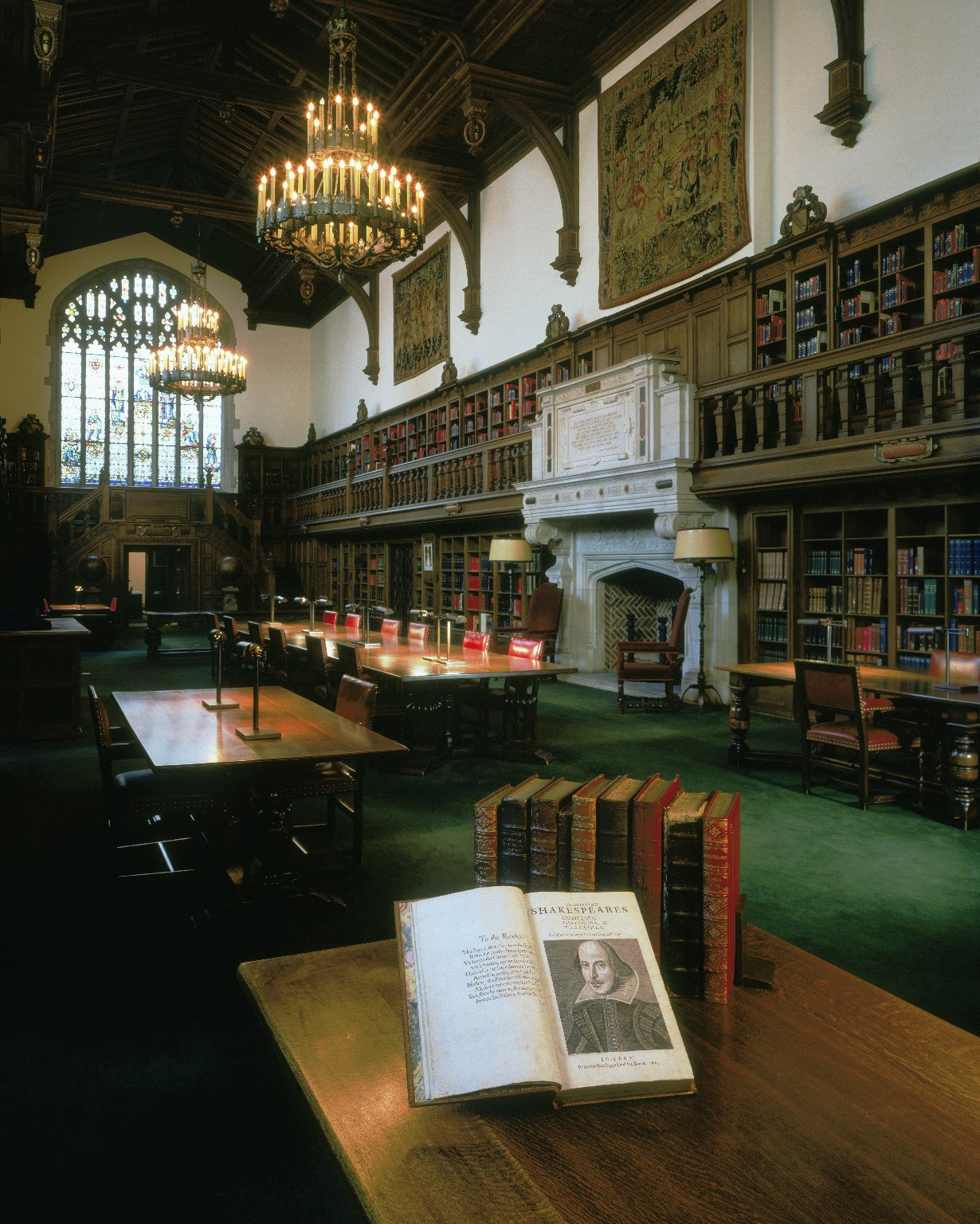
Внутренние интерьеры библиотеки

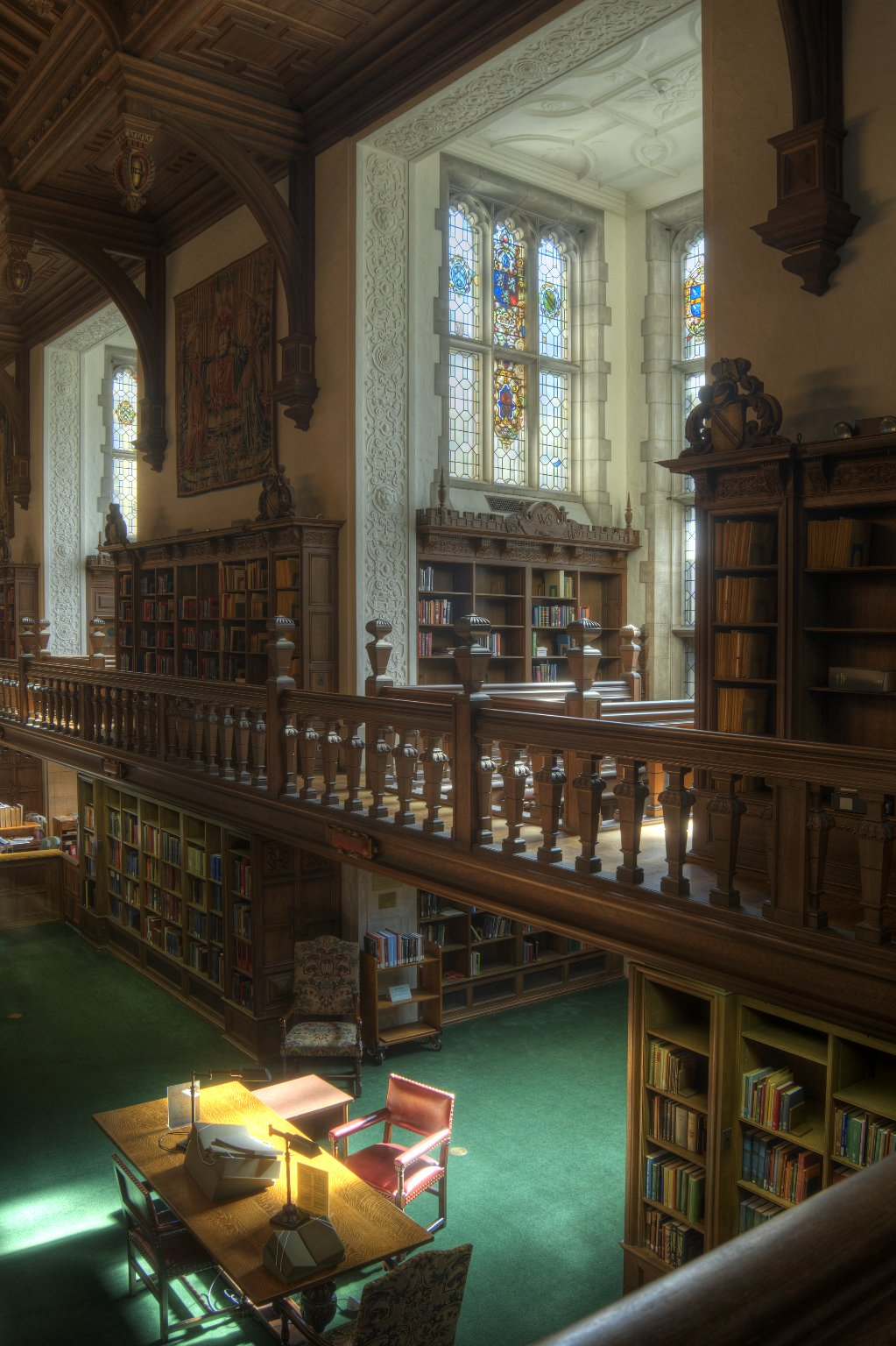
Внутренние интерьеры библиотеки

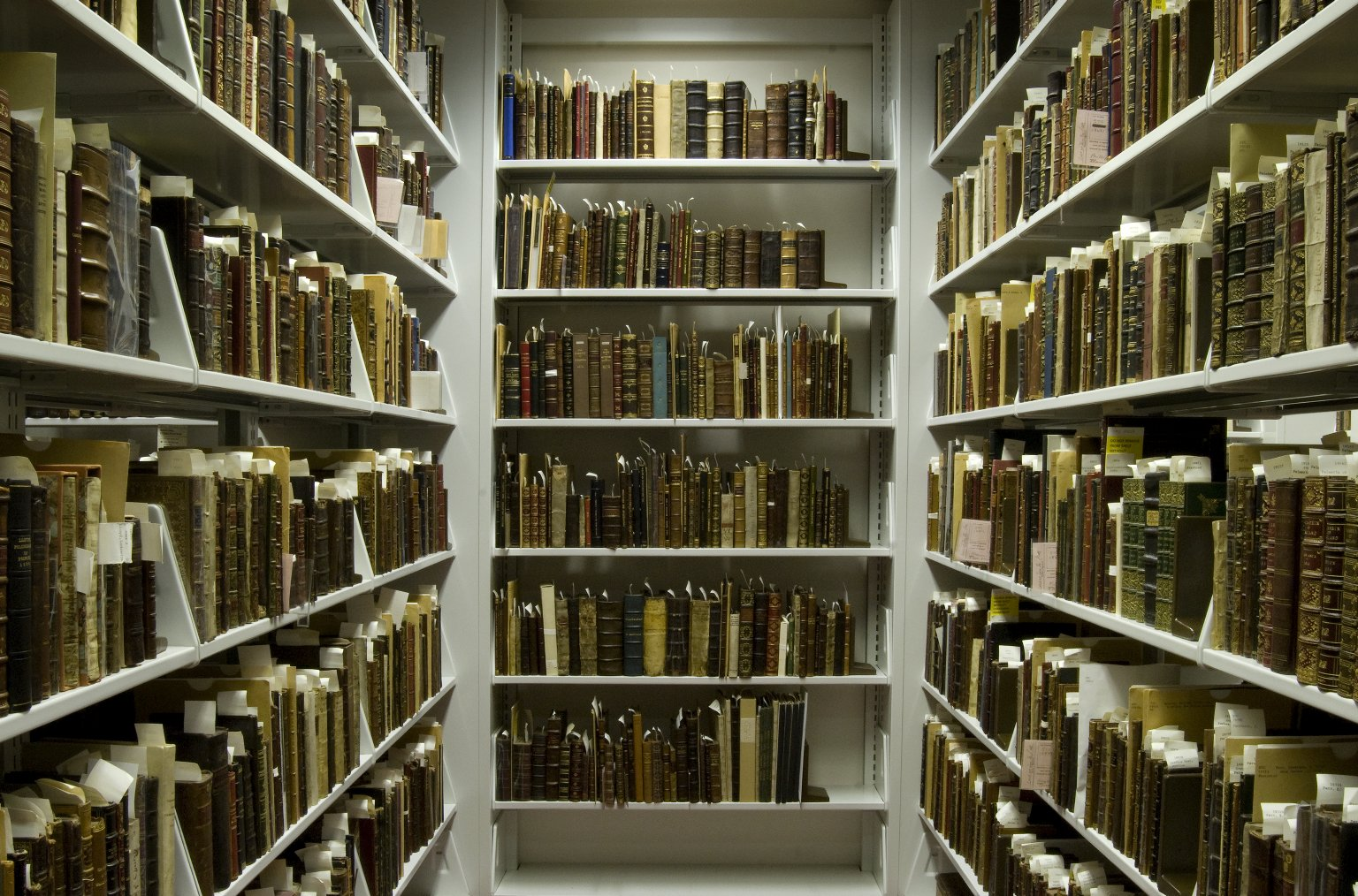
В хранилище библиотеки

Шекспировская библиотека Фолджера (англ. Folger Shakespeare Library) — самая большая по количеству фондов библиотека, посвящённая творчеству Уильяма Шекспира и литературе, связанной с изучением его творчества, а также поэтов той эпохи. Удерживает и популяризирует редкие оригинальные, антикварные и факсимильные издания произведений Шекспира XVII—XIX веков. Расположена в столице США — городе Вашингтоне.

## История
Библиотека началась с приобретения богачом, президентом правления компании Standard Oil Генри Фолджером (1857—1930) в 1885 году факсимильного издания Первого шекспировского фолио. Генри Фолджер пять лет собирал редкие издания, пока не приобрёл действительный раритет — так называемое четвёртое фолио Шекспира 1685 года. К концу его жизни библиотека уже имела все черты уникального собрания.
Он и его жена Эмили Джордан Фолджер (1858—1936) передали свою библиотеку в подарок американскому народу. Для неё было создано отдельное помещение в столице Соединённых Штатов, в городе Вашингтон на Капитолийском холме неподалёку от Библиотеки Конгресса США. Проект сооружения создал архитектор Поль Кре. Фасады здания выдержаны в стилистике модернизированной неоклассики c элементами ар-деко (англ. Greco Deco, «греко-деко»).
Библиотека Фолджера имеет хранилища, читальные залы и собственный театр. Фасады здания украшены белым мрамором и девятью рельефами с сюжетами некоторых пьес Шекспира (их выполнил американский скульптор Джон Грегори). Контрастируют с упрощёнными формам фасадов залы библиотеки, дизайн которых копировал декор тюдоровских сооружений эпохи английской королевы Елизаветы I. С 1930 года библиотека расположена в новом здании, с 1932 года — открыта для посещения.
Управление библиотечным учреждением передано попечительскому совету Амхерстского колледжа, где и учился когда-то Генри Фолджер.

## Фонды
Фонды шекспировской библиотеки не относятся к числу крупнейших ни в самих Соединённых Штатах, ни в сравнении с библиотеками Западной Европы. Но тематическое качество библиотеки намного выше, чем у специальных собраний Библиотеки Британского музея в Лондоне, Бодлианской библиотеки в городе Оксфорд, библиотеки Хантингтона в Калифорнии. Шутя шекспировскую библиотеку называют «крупнейшей среди малых». Все это благодаря целенаправленной деятельности Генри Фолджера, который был страстным собирателем шекспирианы. После смерти Генри Фолджера в 1930 году дела по созданию библиотеки взяла на себя Эмили Джордан Фолджер, потому что книжное собрание ещё находилось упакованным в 2100 ящиков.
Библиотека Фолджера не только и не столько библиотека, как ещё и музей, тематически связанный и с Шекспиром, и с эпохой английского 17 века, и с шекспирологией как таковой. Если Библиотека Британского музея имеет только пять образцов Первого фолио Шекспира, то библиотека Фолджера — восемьдесят два, а также много образцов и второго (1632), и третьего (1663), и четвёртого фолио (1685). Музейный характер библиотеки поддерживают и дизайн интерьеров (витражи, резной дуб панелей, имитация готических окон), и художественное собрание заведения. Среди них:
- манускрипты
- эпистолярия
- старинная и современная мебель
- медальерное искусство
- нумизматические коллекции
- периодические издания и журналы
- графика
- небольшой сборник живописи
- театральные костюмы
- 250 000 театральных программок шекспировских спектаклей разных лет и др.